# Falche
Nella mitologia greca, Falche era un valoroso guerriero troiano, il quale partecipò alla guerra di Troia, sorta a causa del rapimento della regina di Sparta Elena da parte di Paride, figlio di Priamo, il quale la condusse a Troia insieme alle sue ricchezze.

## Il mito
Falche fu un valido combattente troiano, non impaurito dalla guerra, il quale si cimentava soprattutto nei punti in cui la battaglia era più feroce. Ettore stesso spronò il debole fratello Paride, causa della guerra, a raggiungere Falche nella mischia più violenta, in cui Greci e Troiani cadevano uno dopo l'altro.
Tuttavia il valore di Falche in battaglia non bastò a salvarlo dalla sua uccisione, avvenuta per mano di Antiloco, il giovane eroe figlio di Nestore di Pilo.

### Fonti
- Omero, Iliade, libro XIII, 791 e libro XIV, 513.